# Quai Vauban
Le quai Vauban, aujourd'hui[Depuis quand ?] voie piétonne, est un quai aménagé à la fin du XVIIe siècle à Besançon (département du Doubs) le long de la rive gauche du Doubs.

## Situation et accès
Le quai se trouve dans le quartier de La Boucle, au bord du Doubs. Le débouché du pont Battant, qui relie le quartier Battant à celui de La Boucle, partage en deux les immeubles du quai (n° impairs en amont, n°pairs en aval).

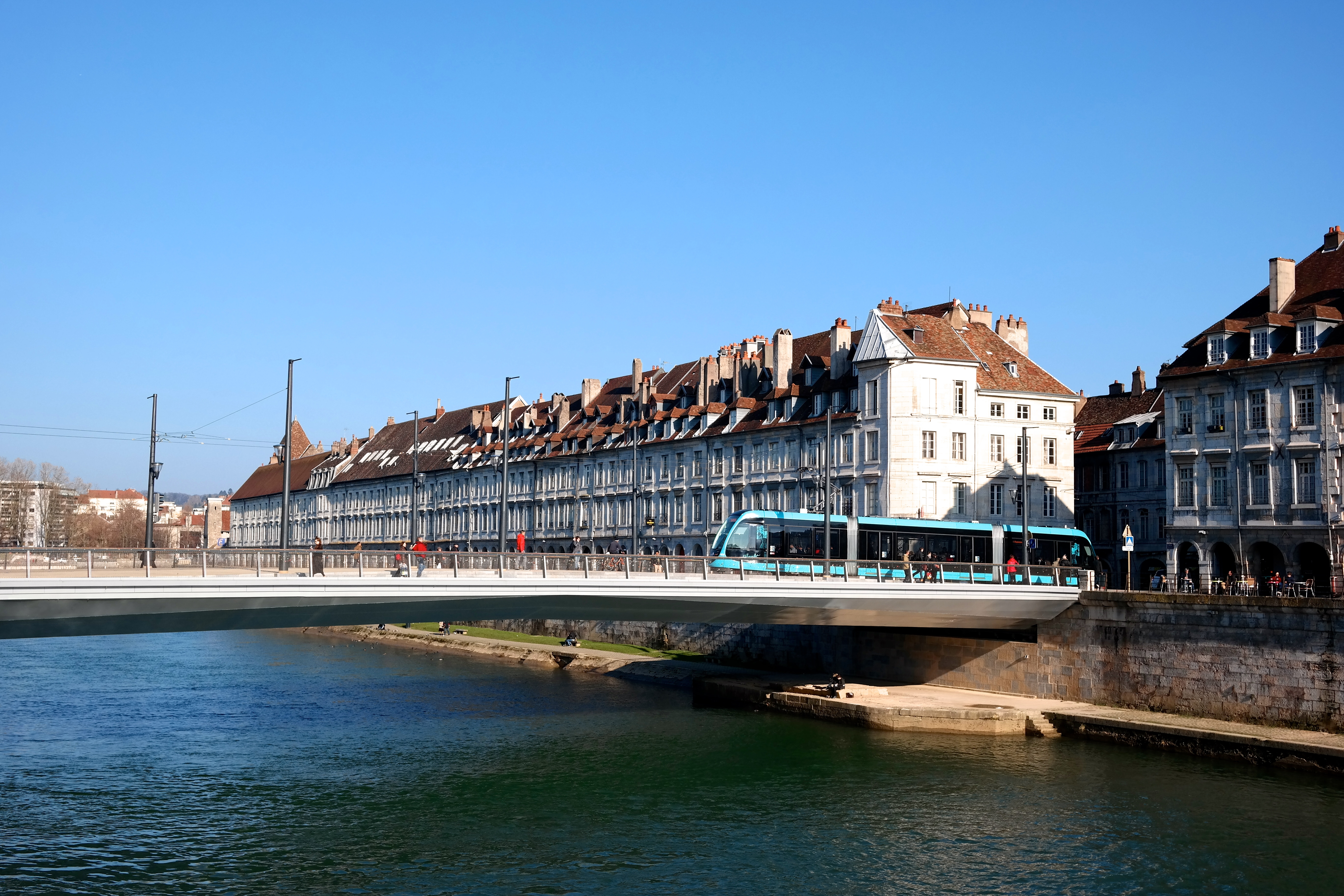
Le Pont Battant avec au fond, les quais

Les quais abordent les rues suivantes :
- La rue Girod de Chantrans
- La Grande rue
- Le pont Battant
- La rue Goudimel
- L'avenue Cusenier

## Origine du nom
Le quai est baptisé du nom de l'ingénieur et architecte militaire Sébastien le Preste de Vauban, à qui la ville de Besançon doit un grand nombre de ses fortifications édifiées à la fin du XVIIe siècle et au début du XVIIIe dont la Citadelle.

## Historique
Bien qu'il lui soit contemporain, le quai Vauban ne doit rien d'autre à l'architecte militaire que son nom. Il est bâti de 1691 à 1695 par l'ingénieur Isaac Robelin assisté de son frère.
Le quai en remplace deux anciens situés amont du pont Battant : Saint-Esprit et Boucheries et les deux autres en aval : Poitun et Cordeliers.
Aménagé sur une escarpe haussée longue de 600 mètres, il est bordé, côté centre-ville, par un alignement d'immeubles bâtis en pierre de Chailluz et dont le rez-de-chaussée est doté d'arcades. Ces immeubles sont construits contre l'avis même de Vauban, qui voulait la continuité de l'enceinte urbaine bien que cette section soit protégée par la tête de pont de Battant.
Faute de moyens financiers l'ensemble n'est pas entièrement réalisé comme prévu initialement.
Le projet de Vauban daté du 28 juillet 1688 prévoit également l'implantation d'une casemate de tir sous le pont, contre le rempart du quai, pour prendre en enfilade les rives du Doubs en amont et aval et battre les avancées de la tour de la Pelote et sa contre-garde. Au-dessus, devait se trouver une porte de guerre avec pont-levis s’abaissant sur le pont Battant modifié, avec accès à la casemate par des échelles de bois.
En définitive, la casemate est bien réalisée sous la première arche du pont mais la porte de guerre est remplacée par un arc de triomphe implanté au débouché du pont Battant an avant des deux immeubles. L'édifice s'appuie à l'avant sur la casemate à laquelle on accède par l'intérieur de l'arc. Cette casemate est mise hors service lors de l'aménagement du chemin de halage du canal Monsieur ce qui nécessitera la construction d’une nouvelle arche surmontant le dit chemin.
L'arc de triomphe est érigé entre 1691 et 1693, en l'honneur de Louis XIV, il est déconstruit en 1776 car dangereux pour les passants à cause de l'emploi de pierre gélives. Le corps de garde situé à proximité est également rasé.
Des ruelles, nommées « ports », descendaient jusqu’à la rivière : port de Hauterive (du St Esprit), port Mayeur, port des Chapeliers (au Clerc), port au Vicomte (des Cordeliers ou Nayme). Seuls le port Mayeur et le port des Chapeliers sont conservés et passent en souterrain sous les immeubles et le quai pour aboutir sur le chemin de halage.
Ce chemin au pied du quai est gagné sur la rivière entre 1828 et 1832 lorsque le Doubs est rendu navigable. Il est devenu une promenade très fréquentée.
Le quai avec son alignement d'immeubles est l'un des éléments les plus marquants du patrimoine architectural bisontin.

## Bâtiments remarquables et lieux de mémoire
Les immeubles (nos  1 à 40 sauf 19, 33, 35, 37, 39) situés le long du quai, et datés du XVIIe siècle, constituent une zone protégée : les façades et toitures, ainsi que la chaussée et le quai en regard de chaque bâtiment sont inscrits au titre des monuments historiques en 1933. Parmi ces édifices, deux sont particulièrement notables : l'ancien grenier de la ville dont un côté donne sur le numéro 27 du quai et l'ancien Hôpital du Saint-Esprit dont une partie est au numéro 31 du quai.
Le quai est également inclus dans le secteur sauvegardé de Besançon, ainsi que dans le site inscrit « Centre ancien de Besançon et ses abords », daté de 1977,.